# Primate (ciruela)
Primate es una variedad cultivar de ciruelo (Prunus domestica), de las denominadas ciruelas europeas,
una variedad de ciruela obtenida en 1889 por el horticultor Thomas Rivers en Sawbridgeworth (Herefordshire), como plántula de hueso. Las frutas tienen un tamaño grande a muy grande, color de piel azul púrpura a púrpura oscuro con una pruina azul claro, lo que hace que la fruta parezca azul, y pulpa de color amarillento a amarillo verdoso, textura firme, jugosa fina, y sabor dulce bueno.

## Historia
'Primate' es una variedad de ciruela obtenida como plántula de hueso por el horticultor Thomas Rivers vivero "Rivers Nurseries" en Sawbridgeworth (Herefordshire), dando sus primeros frutos en 1889. Introducida en los circuitos comerciales en 1897. Fue galardonada con el «Award of Merit» (Premio al Mérito) por la "Royal Horticultural Society" en 1895.
Esta variedad está descrita en:1. Rivers Cat. 35. 1898-9. 2. Thompson Card. Ass't 4:159. 1901. 3. Can. Exp. Farms Rpt. 433. 1905.
'Primate' se cultiva en la National Fruit Collection con el número de accesión: 1907 - 013 y nombre de accesión : Primate. El espécimen fue recibido en el «National Fruit Trials» (Probatorio Nacional de Frutas) en 1907 procedente de Hertfordshire.

## Características
'Primate' árbol que tiene muchas ramas delgadas, porte atractivo. Árbol de crecimiento moderado, muy saludable con ramas caídas y copa densa. Auto estéril, necesitando una variedad polinizadora en las proximidades. Tiene un tiempo de floración que comienza a partir del 21 de abril con el 10% de floración, para el 26 de abril tiene una floración completa (80%), y para el 8 de mayo tiene un 90% de caída de pétalos.
'Primate' tiene una talla de tamaño grande a muy grande (peso promedio 108.50 g), de forma redondeada, con la sutura bien visible; epidermis suave y lisa, siendo la piel de color azul púrpura a púrpura oscuro con una pruina azul claro, lo que hace que la fruta parezca azul; Pedúnculo de longitud medio a largo ( promedio 17.86 mm), grueso, pubescente, ubicado en una cavidad del pedúnculo de anchura media, profunda, medianamente rebajada en la sutura y casi imperceptiblemente en el lado opuesto;pulpa de color amarilla verdosa, y jugosa, de buen sabor, bueno. Cocina muy bien.
Hueso libre, pequeño, redondeado, semi globoso, con surco dorsal interrumpido en la parte central, los dorsales bastante marcados, y la superficie semi rugosa.
Su tiempo de recogida de cosecha se inicia en su maduración de tercera decena de julio a la primera de agosto. Se mantiene colgando en el árbol bien después de su maduración

## Usos
La ciruela 'Primate' se comen crudas en macedonias de frutas, pero también en postres, repostería, como acompañamiento de carnes y platos. Se transforma en mermeladas, almíbar de frutas, compotas.